# پیمان قانع
پیمان قانع (۲ تیر ۱۳۵۹) طراح صحنه و دکوراتور ایرانی است که طراحی صحنهٔ برخی از برنامه‌های تلویزیونی سرشناس صدا و سیمای ایران را بر عهده داشته‌است. او در چهارمین و پنجمین دورهٔ جشنواره تلویزیونی جام جم برای طراحی صحنهٔ برنامه سرگرمی کودک شو، برنده جایزه‌ی بهترین طراحی صحنه شده‌است.

## آثار طراحی صحنه
- سریال دراکولا به کارگردانی مهران مدیری
- قهوه پدری به کارگردانی مهران مدیری در فیلمنت
- پایتخت ۷ به کارگردانی سیروس مقدم
- ساعت ۶ صبح به کارگردانی مهران مدیری
- پروژه بین المللی ( جشن جهانی نوروز) وزارت ارشاد در نوروز ۱۴۰۴ میدان آزادی
- دورهمی[۱][۵]
- ماه عسل
- خندوانه
- هیولا[۶]
- کودک شو
- دست فرمون[۷]
- سیم آخر[۸]
- ایرانیش[۹]
- مثل ماه[۱۰]
- تب تاب
- هفت
- خط سوم
- دستخط
- ستاره
- مسابقه اسکار[۱۱]
- جام آرزو ها
- کلمه
- زندگی پس از زندگی
- بندبازی
- چهل تیکه